# Vtáčkovce
Vtáčkovce és un poble i municipi d'Eslovàquia. Es troba a la regió de Košice, a l'est del país.

## Història
La primera referència escrita de la vila data del 1427.

## Demografia
| Godina             | 1994 | 2004    | 2014    | 2024    |
| ------------------ | ---- | ------- | ------- | ------- |
| Nombre de persones | 572  | 829     | 1035    | 1305    |
| Diferència         |      | +44,93% | +24,84% | +26,08% |

| Godina             | 2023 | 2024   |
| ------------------ | ---- | ------ |
| Nombre de persones | 1279 | 1305   |
| Diferència         |      | +2,03% |